# Himalaya-Waldmaus
Die Himalaya-Waldmaus oder Nepal-Waldmaus (Apodemus gurkha) ist ein Nagetier in der Unterfamilie der Altweltmäuse, das in Zentralasien vorkommt.

## Taxonomie
Die Himalaya-Waldmaus galt nach ihrer Entdeckung als Unterart der Gelbhalsmaus (Apodemus flavicollis). Sie wurde 1996 im Zusammenhang mit einer genetischen Studie durch Guy G. Musser in den Rang einer Art erhoben. Die Ergebnisse weitere Studien legen nahe, dass sich die Himalaya-Waldmaus sehr früh von den evolutionären Entwicklungslinien der anderen Waldmäuse getrennt hat.

## Merkmale
Mit einer Kopf-Rumpf-Länge von 85 bis 116 mm, einer Schwanzlänge von 97 bis 103 mm und einem Gewicht von 23 bis 40 g unterscheidet sich die Art in der Größe wenig von anderen Gattungsmitgliedern. Die Länge der Hinterfüße beträgt 21 bis 26 mm und die Länge der Ohren liegt zwischen 16 und 19 mm. Die Oberseite ist einheitlich mit grauem Fell bedeckt, während auf der Unterseite silbergraues Fell vorkommt. Der Schwanz hat eine hellere Unterseite und die Hinterfüße sind weiß. Weibchen besitzen vier Paar Zitzen.

## Verbreitung
Das Verbreitungsgebiet liegt in zentralen und westlichen Bereichen Nepals. Die Himalaya-Waldmaus hält sich in Regionen des Himalaya auf, die auf 2200 bis 3600 Meter Höhe liegen. Sie lebt in Gebieten, die mit Nadelwald, mit Mischwald oder mit Gebüsch bedeckt sind. Typische Nadelbäume der Region sind Kiefern, Tannen und Zypressen. Die halbhohe Vegetation besteht vorwiegend aus Rhododendren.

## Lebensweise
Die Himalaya-Waldmaus ist nachtaktiv, hält sich meist auf dem Boden auf und gräbt gern. Zur Nahrung zählen unterschiedliche Pflanzenteile und Insekten. Die Art teilt ihr gesamtes Verbreitungsgebiet mit der Kastanien-Weißbauchratte (Niviventer fulvescens) und der Hausmaus (Mus musculus). Eine teilweise Überlappung des Territoriums besteht zur Ward-Waldmaus (Apodemus pallipes), zur Sikkim-Großklauenspitzmaus (Soriculus nigrescens), zu Hodgsons-Braunzahn-Spitzmaus (Episoriculus caudatus), zur Langschwänzigen Braunzahn-Spitzmaus (Episoriculus leucops), zur Moschusspitzmaus (Suncus murinus) und zur Blyth-Wühlmaus (Phaiomys leucurus).

## Bedrohung
Die Umwandlung der Wälder in Acker- und Weideflächen beeinflusst den Bestand der Art negativ. Die Himalaya-Waldmaus wird zusätzlich als Schädling an Landwirtschaftsprodukten sowie für die Ernährung der lokalen Bevölkerung bejagt. Diese Bedrohungen wirken sich nur geringfügig aus. Weiterhin wurden im Verbreitungsgebiet mehrere Naturschutzzonen eingerichtet. Die Art wird von der IUCN als „nicht gefährdet“ (least concern) gelistet.